# Bet Sze’arim (moszaw)
Bet Sze’arim (hebr. בית שערים; ang. Bet She'arim, lub także Beit She'arim) – moszaw położony w Samorządzie Regionu Emek Jizre’el, w Dystrykcie Północnym, w Izraelu.

## Położenie
Moszaw Bet Sze’arim jest położony na wysokości od 65 do 90 metrów n.p.m. w północno-zachodniej części intensywnie użytkowanej rolniczo Doliny Jezreel w Dolnej Galilei, na północy Izraela. Okoliczny teren łagodnie opada w kierunku południowym. Na wschód od osady przepływa strumień Nahalal. W jego otoczeniu znajduje się miasteczko Ramat Jiszaj, moszawy Nahalal, Kefar Jehoszua, Allone Abba i Bet Lechem ha-Gelilit, oraz arabska wioska Manszija Zabda. Na południe od moszawu jest baza lotnicza Ramat Dawid.
Bet Sze’arim jest położony w Samorządzie Regionu Emek Jizre’el, w Poddystrykcie Jezreel, w Dystrykcie Północnym Izraela.

## Historia

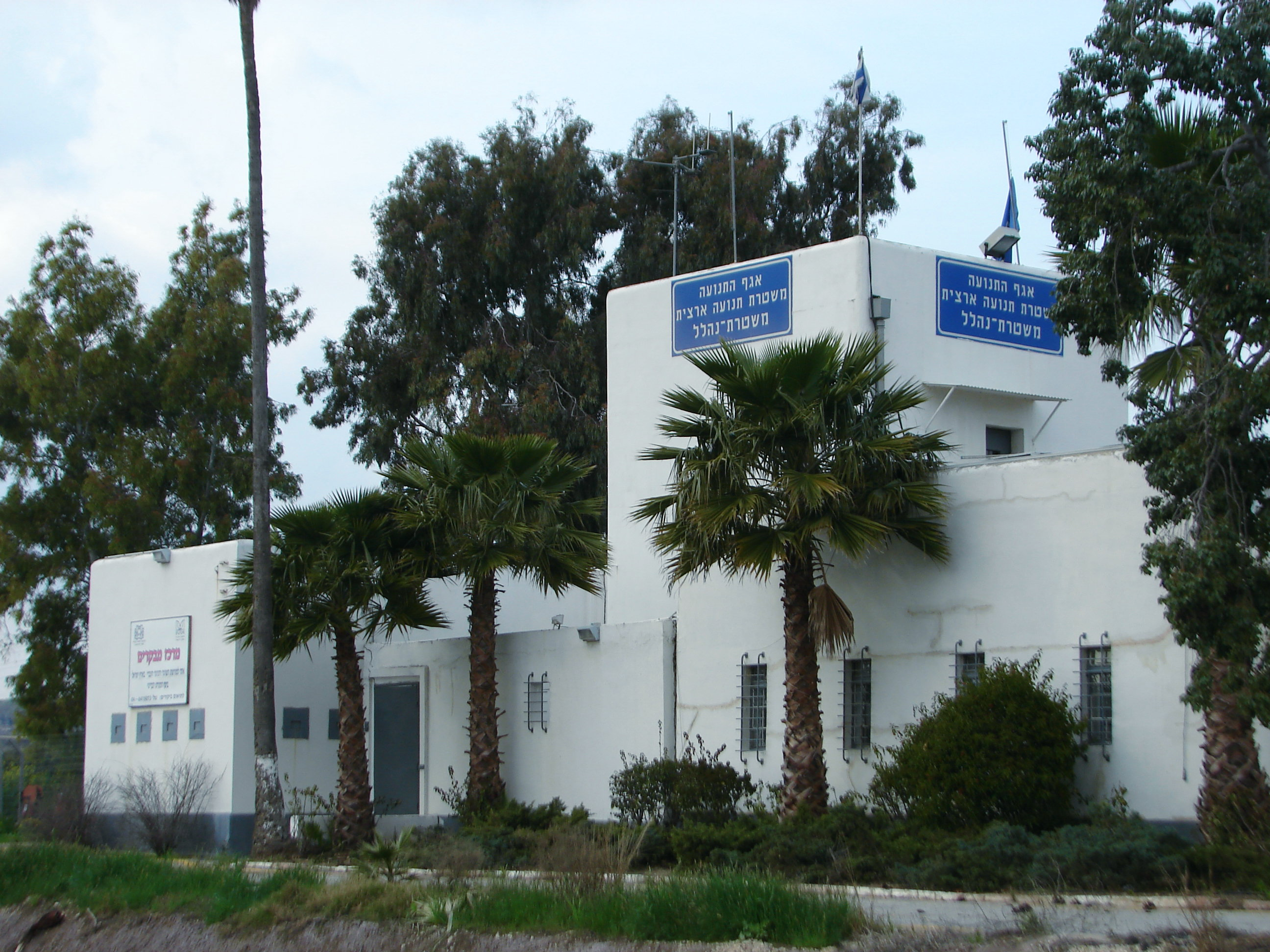
Dawny fort policji Nahalal - Fort Tegart

Na początku XX wieku rozpoczęło się osadnictwo żydowskie w Palestynie. Realizując plany Światowej Organizacji Syjonistycznej, różne żydowskie organizacje wykupywały od 1910 roku grunty w Dolinie Jezreel. W wyniku I wojny światowej w 1918 roku cała Palestyna przeszła pod panowanie Brytyjczyków, którzy w 1922 roku formalnie utworzyli na tym obszarze Mandat Palestyny. Umożliwiło to w kolejnych latach dalszy rozwój osadnictwa żydowskiego. W takich okolicznościach Luise Lea Zaloscer i jego siostra Klara Barmaper, w porozumieniu z Żydowskim Funduszem Narodowym wykupili tutejsze grunty od wcześniejszych arabskich właścicieli. Pierwsza żydowska osada rolnicza powstała w 1926 roku. Zamieszkali w niej imigranci z Jugosławii. Nazwę zaczerpnięto od starożytnego żydowskiego miasta Bet Sze’arim, nie zdając sobie nawet sprawy, że w pobliżu znajdują się jego ruiny. Trudności gospodarcze oraz brak dostępu do wody, spowodowały, że w 1930 roku w osadzie pozostało jedynie osiem rodzin. W tym samym roku, w okolicznych żydowskich osiedlach zawiązała się nowa grupa osadnicza o nazwie Irgun Efraim (hebr. ארגון אפרים). W jej skład weszli imigranci z Europy Wschodniej. Przez sześć lat szkolili się oni w osadach rolniczych położonych w rejonie Jeziora Tyberiadzkiego. Gdy w 1936 roku w Bet Sze’arim pozostawały już tylko trzy rodziny jugosłowiańskich Żydów, podjęto decyzję o skierowanie grupy właśnie tutaj. Przeprowadzono wówczas przekazanie gruntów, i w 1936 roku utworzono moszaw Bet Sze’arim. Przez pierwsze dwa lata pionierzy mieszkali w prowizorycznych warunkach, starając się pozyskać grunty pod uprawy rolnicze. Po dwóch latach architekt Kaufman przedstawił projekt nowoczesnej osady. Wzdłuż granic działek posadzono drzewa oliwne, natomiast ozdobne drzewa liściaste zasadzono w obrębie gospodarstw. Wybudowano murowane budynki gospodarcze, jednak mieszkańcy wciąż żyli w jednym zbiorowym baraku. W obrębie osady planowano wybudować szerokie ulice, aby umożliwić swobodną budowę w przyszłości budynków użyteczności publicznej, bez potrzeby przenoszenia granic działek. W międzyczasie wybuchło arabskie powstanie w Palestynie, i Brytyjczycy w sąsiedztwie moszawu Bet Sze’arim wybudowali fort policji Nahalal (Fort Tegart). Tymczasem, w poszukiwaniu skutecznego rozwiązania narastającego konfliktu izraelsko-arabskiego w dniu 29 listopada 1947 roku została przyjęta Rezolucja Zgromadzenia Ogólnego ONZ nr 181. Zakładała ona między innymi, że moszaw Bet Sze’arim miał znaleźć się w granicach nowo utworzonego państwa żydowskiego. Arabowie odrzucili tę Rezolucję i dzień później doprowadzili do wybuchu wojny domowej w Mandacie Palestyny. Na samym jej początku siły Arabskiej Armii Wyzwoleńczej zajęły pobliskie wioski i sparaliżowały żydowską komunikację w regionie. Dopiero działania izraelskiej armii podjęte na początku I wojny izraelsko-arabskiej zabezpieczyły Dolinę Jezreel, stwarzając warunki do dalszego rozwoju tutejszych osiedli. W latach 50. XX wieku w Bet Sze’arim wybudowano domy mieszkalne. W połowie lat 80. XX wieku moszaw przeżywał głęboki kryzys gospodarczy. W następnych latach przeprowadzono częściową prywatyzację. Aby pobudzić rozwój moszawu, w latach 90. XX wieku wybudowano nowe osiedle mieszkaniowe. W 2006 roku wybudowano drugie osiedle domków, które wystawiono na sprzedaż. Można tutaj zamieszkać, nie stając się członkiem moszawu.

## Demografia
Większość mieszkańców moszawu jest Żydami, jednak nie wszyscy identyfikują się z judaizmem. Tutejsza populacja jest świecka:

## Gospodarka i infrastruktura
Gospodarka moszawu opiera się na intensywnym rolnictwie. Na południe od osady znajdują się dwa duże zbiorniki retencyjne na wodę, wykorzystywaną do celów rolniczych. Uprawy polowe obejmują pszenicę, słonecznik, kukurydzę, ciecierzycę i bawełnę. Uprawy warzyw obejmują głównie sałatę, kapustę, kalafior, brokuły, selery, cebulę i ziemniaki. W szklarniach uprawiane są warzywa na nasiona. Poza tym są trzy szkółki roślin ozdobnych, gaj oliwek oraz gaj eukaliptusów. W wiosce istnieje około dziesięciu gospodarstw mlecznych, w tym trzy zautomatyzowane. Hoduje się tu także cielęta na mięso, kozy na mięso oraz mleko, i drób. Część mieszkańców utrzymuje się z pracy poza moszawem. W moszawie jest przychodnia zdrowia, sklep wielobranżowy i warsztat mechaniczny.

## Transport
Z moszawu wyjeżdża się na północ na drogę nr 75, którą jadąc na zachód dojeżdża się do miejscowości Ramat Jiszaj i dalej do węzła drogowego z drogą ekspresową nr 77. Natomiast jadąc drogą nr 75 na wschód dojeżdża się do wioski Manszija Zabda i dalej do skrzyżowania z drogą nr 73.

## Edukacja i kultura
Moszaw utrzymuje przedszkole. Starsze dzieci są dowożone do szkoły podstawowej w moszawie Nahalal. W moszawie znajduje się ośrodek kultury z biblioteką, basen kąpielowy, sala sportowa z siłownią i boisko. Jest tu także synagoga i mykwa.